# 1983 v loďstvech
Tento článek obsahuje významné události v oblasti loďstev v roce 1983.

## Lodě vstoupivší do služby
- 8. ledna –  USS City of Corpus Christi (SSN-705) – ponorka třídy Los Angeles[1]

- 24. ledna –  Ranjit (D 53) – torpédoborec třídy Rajput[2]

- 29. ledna –  HMAS Sydney (FFG 03) – fregata třídy Adelaide

- 29. ledna –  Var (A 608) – tanker třídy Durance

- 2. února –  Almirante Brown (D-10) – torpédoborec stejnojmenné třídy

- 4. února –  Amiral Petre Bărbuneanu (260) – korveta třídy Admiral Petre Bărbuneanu

- 5. února –  Grecale (F571), Libeccio (F572) – fregaty třídy Maestrale

- 22. února –  Chonburi (331) – hlídková loď stejnojmenné třídy

- 23. února –  Rubis (S 601) – útočná ponorka třídy Rubis

- 17. března –  Commandant Ducuing (F 795) – fregata třídy D'Estienne d'Orves

- 30. března –  Sawakaze (DDG-170) – torpédoborec třídy Tačikaze

- 14. dubna –  HMS Nottingham (D91) – torpédoborec Typu 42 Sheffield

- 9. května –  Rheinland-Pfalz (F 209) – fregata třídy Bremen

- 11. května –  La Argentina (D-11) – torpédoborec třídy Almirante Brown

- 21. května –  USS Albuquerque (SSN-706) – ponorka třídy Los Angeles[3]

- 21. května –  USS Norfolk (SSN-714) – ponorka třídy Los Angeles[4]

- 27. května –  HMS Trafalgar (S107) – ponorka stejnojmenné třídy

- 18. června –  USS Florida (SSGN-728) – ponorka třídy Ohio[5]

- 21. června –  HMAS Darwin (FFG 04) – fregata třídy Adelaide

- 16. července –  Songkla (332) – hlídková loď třídy Chonburi

- 20. září –  Scirocco (F573), Aliseo (F574) – fregaty třídy Maestrale

- 1. října –  USS Portsmouth (SSN-707) – ponorka třídy Los Angeles[6]

- 10. října –  Emden (F 210) – fregata třídy Bremen

- 5. listopadu –  USS Buffalo (SSN-715) – ponorka třídy Los Angeles[7]

- 7. listopadu –  Heroína (D-12) – torpédoborec třídy Almirante Brown

- 5. prosince  Al Sharquiyah (B11) – raketový člun třídy Dhofar

- 10. prosince –  Godavari (F20) – fregata stejnojmenné třídy[8]